# Thamnomolgus eurycephalus
Thamnomolgus eurycephalus är en kräftdjursart som beskrevs av Humes och Árpád Kiss 2004. Thamnomolgus eurycephalus ingår i släktet Thamnomolgus och familjen Thamnomolgidae. Inga underarter finns listade i Catalogue of Life.